# Articulación de bisagra

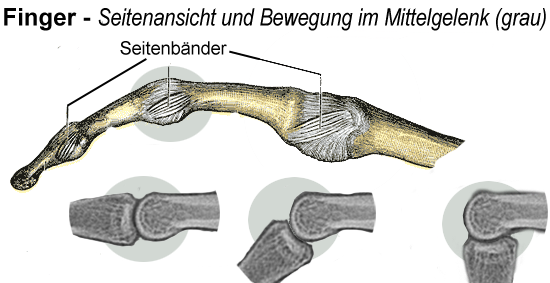
Articulaciones del dedo.

Una articulación en bisagra ( quijanus en latín) es una articulación entre huesos en la que las superficies articulares están moldeadas entre sí de tal manera, que solamente permiten el movimiento en un plano.

Según uno de los sistemas de clasificación, se dice que son uniaxiales (tienen un solo grado de libertad). La dirección que toma el hueso distal en este movimiento rara vez está en el mismo plano que el del eje del hueso proximal; suele haber una cierta desviación de la línea recta durante la flexión.
Las superficies articulares de los huesos están conectadas por fuertes ligamentos colaterales.
Los mejores ejemplos de articulaciones ginglimoides son las articulaciones interfalángicas de la mano y las del pie y la articulación entre el húmero y el cúbito. Las articulaciones de la rodilla y del tobillo son menos típicas, ya que permiten un ligero grado de rotación o de movimiento lateral en determinadas posiciones de la extremidad. La rodilla es la mayor articulación de bisagra del cuerpo humano.
Tanto las articulaciones de bisagra como las de pivote son tipos de articulaciones sinoviales. Una articulación en bisagra puede considerarse como una articulación de silla de montar modificada, con un movimiento reducido.